# 迦太基行動
迦太基行動是二戰結束前夕的1945年3月21日，英國對丹麥哥本哈根進行的一次空襲。空襲目標是坐落於哥本哈根市内的一棟名爲“貝殼大樓”（英語：Shell House，丹麥語：shellhus）的蓋世太保總部，這次的空襲迫使蓋世太保中斷了對丹麥抵抗運動組織的破環，並使得其中被關押的18名囚徒獲得自由，但是執行空襲任務中有將近半數的轟炸機卻將炸彈誤投到附近的一所名爲“聖女貞德學校”的法國天主教會學校，最終造成包括87名兒童在内的123名平民死亡，成爲二戰期間最慘重的無辜平民被誤炸的事件。

## 事件背景
“貝殼大樓”位於哥本哈根“Kampmannsgade”大街2-1604號，它於1932年落成（今天的貝殼大樓由Vilhelm Lauritzen Architects公司於戰後的1951年重新設計建造 ）。在納粹德國軍隊占領丹麥期間，這棟大樓於1944年被蓋世太保徵用。這個大樓被徵用之後，大樓的頂層設立了一些牢房，被蓋世太保用來關押丹麥抵抗組織成員並對其實施酷刑的場所，這使得蓋世太保不必去監獄而直接在辦公大樓關押和審訊囚犯。爲此，丹麥抵抗運動組織一直要求英國空軍轟炸這個總部大樓。1944年底，丹麥抵抗組織的領導人紛紛被捕，相關文件資料被蓋世太保所掌握，抵抗組織面臨著被徹底摧毀的危險。於是丹麥抵抗組織通過倫敦的“特別行動執行處”要求英國空軍在1944年底對“貝殼大樓”實施空襲，但由於當時德國發動了“突出部戰役”，使這個計劃被擱置。到了1945年1月底，英國皇家空軍已經準備就緒，因爲天氣原因，空襲任務一再被迫推遲。3月中旬，丹麥抵抗運動組織面臨的局勢益發危急，丹麥抵抗組織方面向倫敦發出了緊急求援電報，希望英國空軍不惜一切代價實施空襲 。

## 空襲過程
3月21日8時55分，第2輕型轟炸機大隊的20架“蚊式轟炸機”在第11戰鬥機大隊的30架“野馬式戰鬥機”的護航之下，从諾福克的弗斯菲爾德皇家空軍基地起飛。20架轟炸機共携帶22,000磅炸彈，空襲任務分三波進行，第一波：12架轟炸機、第二波：6架轟炸機、第三波：7架轟炸機。
在第一波空襲中，在接近目標前，經過著名的嘉士伯啤酒工廠附近時，一架蚊式轟炸機撞上了一個高30米的塔架，接著該轟炸機的翼尖又撞上了桑德大道106號的屋頂，飛機携帶的500磅炸彈脫落之後落地爆炸，當場炸死12個平民。幾秒鐘後這架轟炸機墜毀在“聖女貞德學校”附近的一個車庫裏。雖然其餘的轟炸機繼續完成了既定任務，但是由於墜毀的飛機所產生的濃烟和大火使後續攻擊的轟炸機誤以爲飛機墜落地點是轟炸目標。在第二波空襲中，有兩架飛機將炸彈投向“聖女貞德學校”，當飛行員發現錯投目標時，立即調轉方向飛往目標所在地。但是在第三波空襲中，只有一架飛機投向了預定目標，其餘的飛機都將炸彈投向了“聖女貞德學校”。
炸彈準確投到目標地“貝殼大樓”為4000磅，是携帶炸彈總量的18%。其中6枚落在大樓西側的尼羅普斯大街（Nyropsgade）方向，2枚落在大樓東側的维斯特-法里馬格大街（Vester Farimagsgade）方向。當天正值大風天，爆炸引起的大火蔓延並燒毀了建築物的其他部分。空襲發生時，有26名抵抗運動成員被關在“貝殼大樓”，其中23人被關在頂層牢房，3人在5樓接受審訊。在這次空襲中，有很多囚犯幸存了下來，從這點來説，這次的空襲被認爲是成功的。之所以在26個被關押人員中有18個人幸免遇難，炸彈直接命中大樓相對較少，而是由此引發的恐慌和混亂，使得被關押人員有機會乘亂逃脫。在遇難的囚犯中，有6枚炸彈落在有9名囚犯被關押的大樓西側，其中6人當場死亡，在5樓接受審訊的一個人為求生，從5樓跳樓身亡。在這場空襲中，大約有55名德國軍人和50名為蓋世太保工作的丹麥人死亡。
參加空襲的20架“蚊式”轟炸機中，有16架返航。一架墜毀，另外三架完成投彈任務空之後返航途中，在澤蘭北部海岸被擊落，兩架“野馬戰鬥機”墜毀在“貝殼樓”以北的一個公園内。戰鬥機的目的除了護航之外，還參與了對地面防空陣地的攻擊。9名皇家空軍飛行員和機組人員在空襲中喪生。其中3人被埋葬在哥本哈根的比斯佩布耶格公墓，其余6人墜落在海面因而下落不明。

### 聖女貞德學校
聖女貞德學校在這次空襲誤炸中損失慘重，當天在校的529人中，除了87名兒童遇難之外，遇難者還有10修女、3名女教師和6名趕來救援的消防員和學生家長。事件之後，與獲救的18名被囚人員人數相比，被誤炸的平民死亡數字遠遠超出了被救出的囚犯數字，因此人們後來質疑這次空襲行動到底是否值得。
事件發生之後，學校再也沒有重新開學。大部分幸存兒童被轉到了另外一所學校——哥本哈根聖約瑟夫學校，而執行這次轟炸任務的飛行員在戰爭結束後才被告知真相。
1953年3月23日，一座紀念碑在學校原址落成，以紀念在這次空襲中喪生的兒童和平民 。2021年丹麥電影藝術家奥勒·博内代爾導演了一部名爲《我眼中的阴影》的電影，該影片再現了當地無辜平民被誤炸的這場悲劇。

## 外部鏈接
- “迦太基”行動——童話王國的二戰往事（知乎網站）
- 《我眼中的阴影》電影預告 （页面存档备份，存于）